# 古河狸屬
古河狸屬（學名：Palaeocastor）為已滅絕的河狸，棲息於晚漸新世時期北美洲的惡地，牠們的體型比現存的河狸小。

## 棲息地

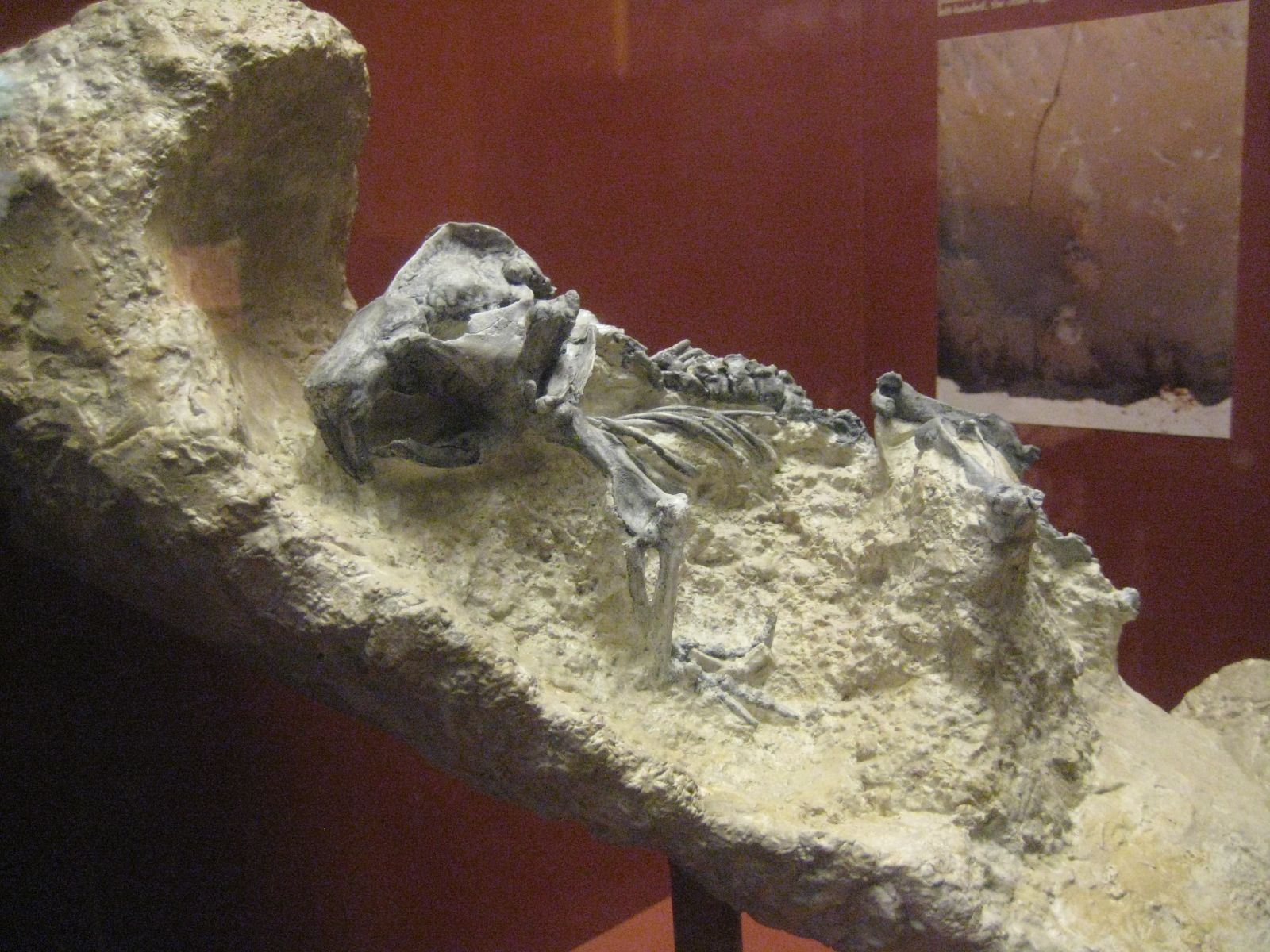
古河狸（P. fossor）化石

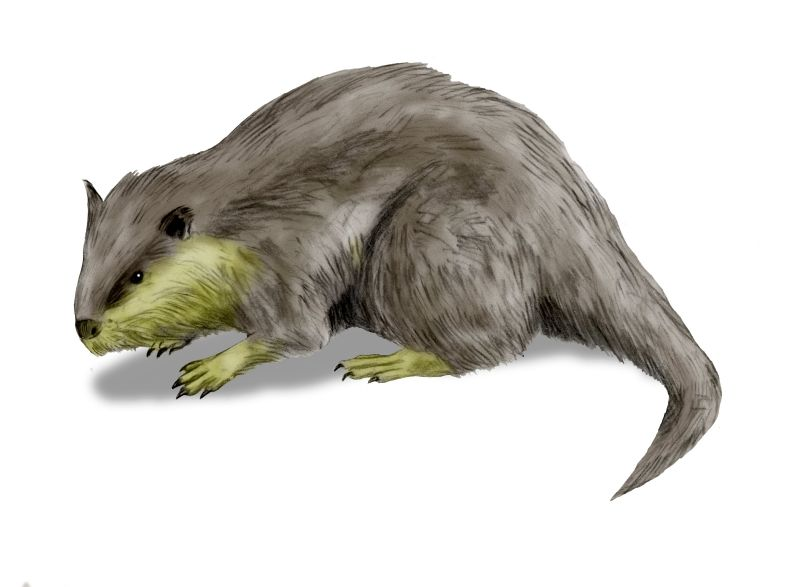
古河狸（P. peninsulatus）復原圖

和許多較早期的河狸科物種一樣，古河狸為穴居動物而非半水生動物，且牠們能挖掘出如開瓶器形狀的螺旋狀巢穴。化石證據顯示，古河狸與現存的河狸一樣以家庭為單位群居，在r/K選擇理論中傾向於K理論（子代數量較少）而非常見齧齒目的r理論（子代數量多）。

## 魔鬼的開瓶器
古河狸的發現起源於美國內布拉斯加州蘇縣平原遍布的「魔鬼的開瓶器」－如樹根般札於地底下，形狀如紅酒開瓶器的神秘結構，最長可達3（9.8英尺），由硬化的泥土所組成。這個結構最早於1891至1891年時，由內布拉斯加大學林肯分校的埃爾溫·海克利·巴柏博士於內布拉斯加州的哈里森發現，他認為這是一種巨型的淡水海綿。會被認為是海綿的主要原因是於中新世時期（兩千萬年前），發現地點正好被淡水湖所覆蓋。之後的科學家也有提出理論認為魔鬼的開瓶器屬於某種已滅絕的植物，但也有科學家提出質疑。
1893年，湯瑪斯·巴柏（Thomas Barbour）博士提出魔鬼的開瓶器為大型齧齒目物種所挖掘出的洞穴，並所發現的痕跡化石命名為Daimonhelix、Daimonelix或Daemonelix（拉丁文直譯意思為「魔鬼的開瓶器」），根據形狀與大小進行分類。

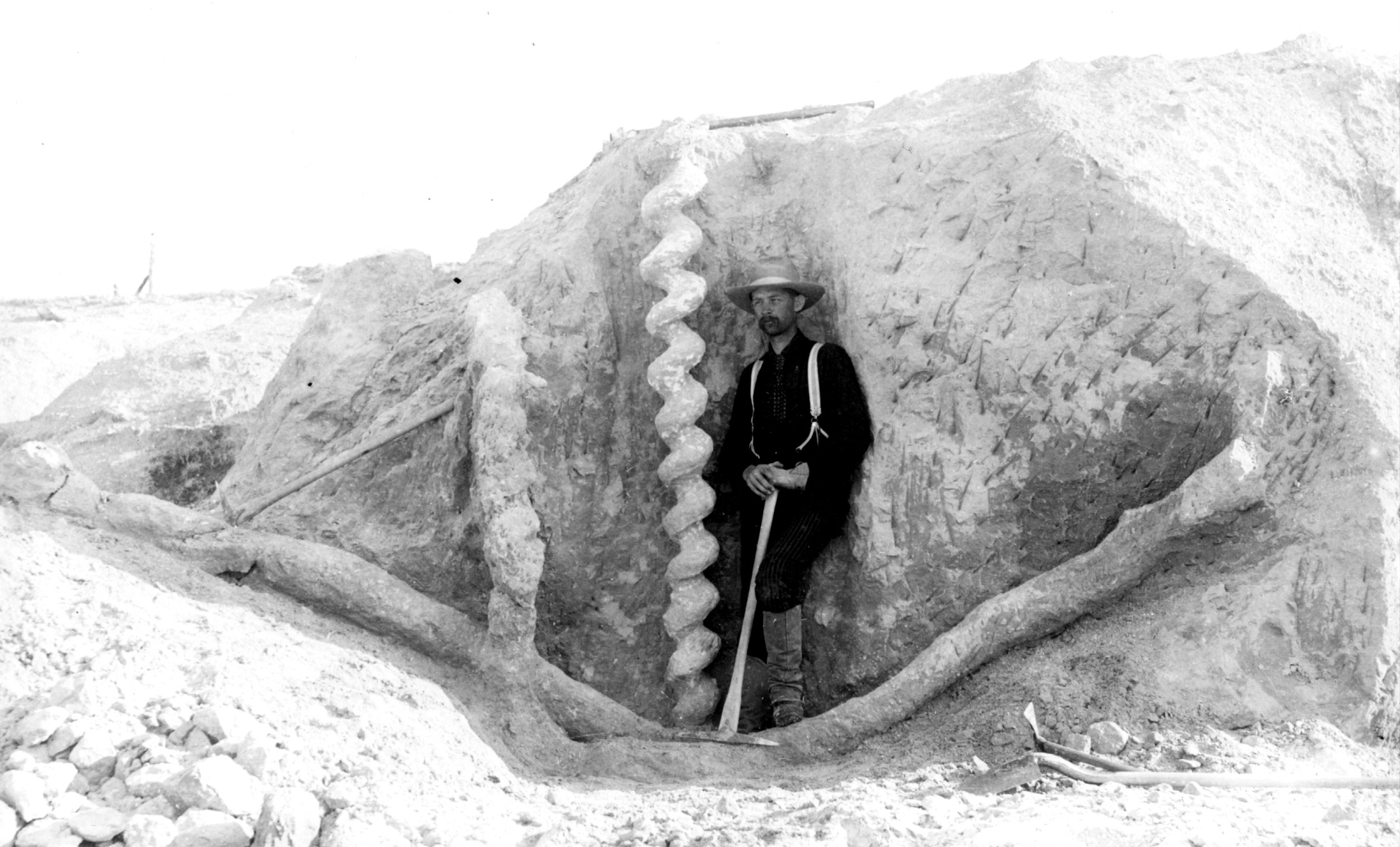
於19世紀晚期埃加特化石地層保護區發現的「魔鬼的開瓶器（Daemonelix）」化石，站於其旁的為神經解剖學家腓特烈 C. 凱尼恩（Frederick C. Kenyon）

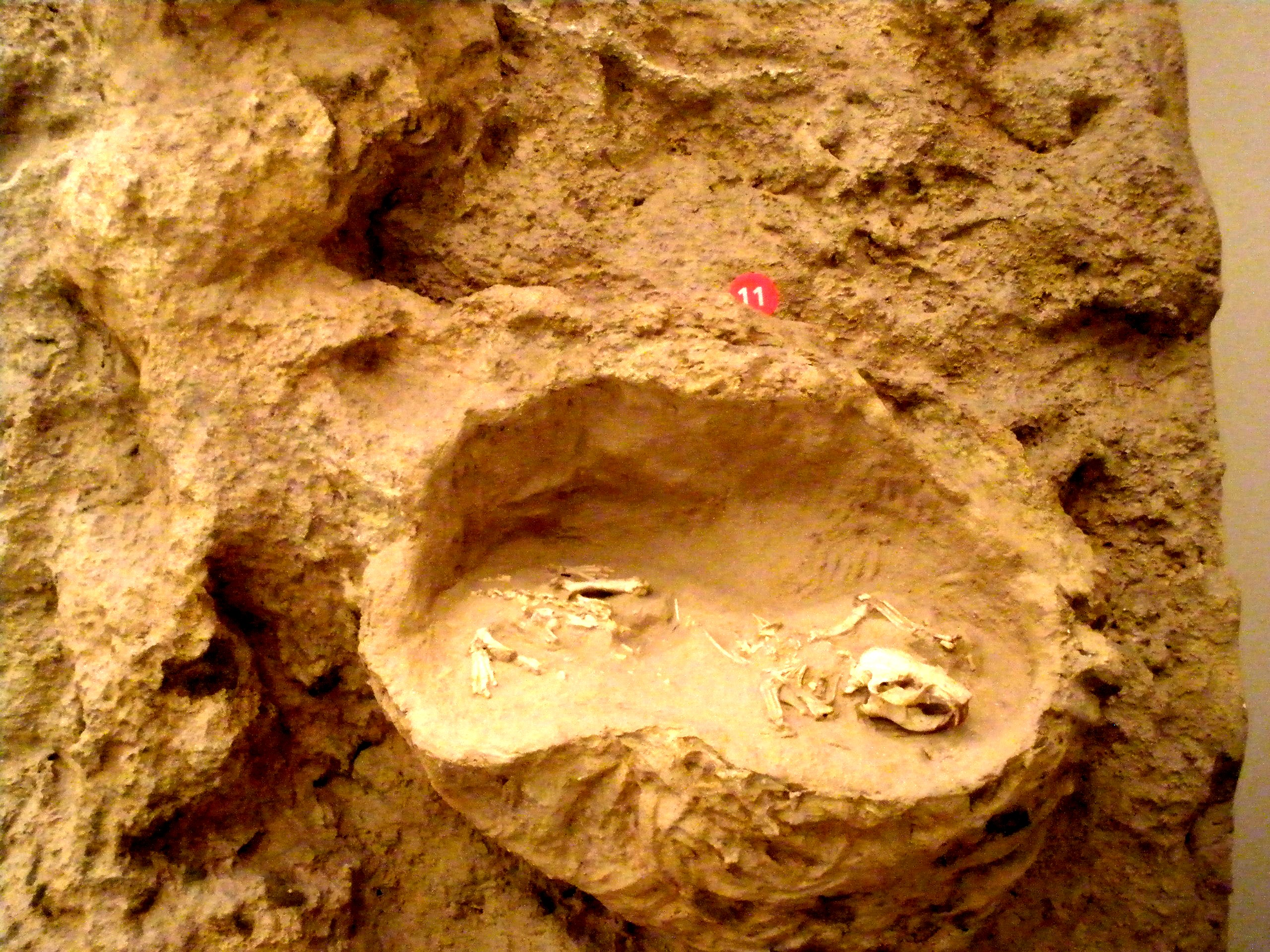
古河狸（P. fossor）化石

然而，1895年巴柏於1895年6月《美國博物學家》第29期所刊出的論文卻秉持著完全相反的理論。在這篇論文中，他試著去反駁西奧多·福克斯（Theodor Fuchs）的理論（福克斯認為魔鬼的開瓶器僅是由中新世的囊鼠科物種所挖掘出的巢穴）；巴柏並認為魔鬼的開瓶器是鈣化的植物化石，其中一個原因是魔鬼的開瓶器外型太過精緻，不像是一般動物能挖掘出的形狀，而比較像是植物的生理結構。巴柏同時也提出說當地所出土的河狸化石無法作為解釋魔鬼的開瓶器的證據，畢竟在同一個地區也曾有出土「體型如鹿的哺乳動物」化石。
《生命的螺線（The Curves of Life）》中西奧多·安德烈亞·庫克（Theodore Andrea Cook）寫道：「...其他假說試圖解釋奇異結構（即魔鬼的開瓶器），其中一個最有可能的假說提到它可能是由兩株植物相互纏繞而成...很明顯地以我們目前所知並無法提供一個理論來完美的解釋這項存在（魔鬼的開瓶器）。」。這代表著一直到了20世紀初，科學家普遍仍無法接受魔鬼的開瓶器為古河狸所挖掘出的巢穴。
對於魔鬼的開瓶器的爭論一直到於結構其中發現了古河狸的化石而落幕。而之前被認為是爪印的鑿痕也更確定了其為古河狸的巢穴。在巢穴的化石中也曾發現Zodiolestes蜷曲在其中，牠們很可能是以古河狸為食的掠食者。
古河狸透過門牙而不是前爪來挖掘洞穴。

## 古生態學
中新世時期的埃加特化石地層保護區為具有乾濕季的氾濫平原，同時期生存於該地的動物包括凶齒豨、爪獸科的石爪獸、體型如羚羊的小古駝、中新馬、小型的群居犀牛月角犀以及半犬。古河狸的生態位與現存的草原犬鼠類似。

## 外部連結
- 古河狸的巢穴化石及復原圖（英文）
- 古河狸的簡介文檔 （页面存档备份，存于）（英文）